# スカルン
スカルン（skarn）とは石灰岩などの炭酸塩岩中にマグマが貫入してきた際、その接触部付近にできる鉱物の集合体（接触変成岩の一種）。カルシウム、鉄、マグネシウム、アルミニウムなどに富むケイ酸塩鉱物（スカルン鉱物）ができる。
マグマからケイ酸や鉄、アルミニウムなどが石灰岩の方に移動し、石灰岩中のカルシウム（苦灰岩の場合はマグネシウムも）と反応して鉱物ができる。物質によって移動距離が異なるので、鉱物種ごとに帯状構造を示すことがある。物質の移動には、熱水中の拡散と熱水自体の移動によるものの二種が存在し、熱水の影響が大きい場合は、変成はしばしば広範囲に及ぶ。
なお、マグマの熱により、石灰岩は結晶質石灰岩に変わっていることが多い。

## 語源
スウェーデンの古い鉱山用語。鉱石と共に産出する奇妙な岩石の総称。Törnebohm (1875)は「スカルン」という用語を初めて使用した論文であり、この場合の「スカルン」は珪長質火成岩("eurite")によるもので、深成岩と石灰岩とは直接関係していない。

## 分類
いくつかの基準によって分類される。
原岩を基にした分類
- 内成スカルン（endoskarn）- (関係)火成岩を原岩とするスカルン
- 外成スカルン（exoskarn）- 堆積岩を原岩とするスカルン

主成分と原岩を基にした分類
- カルシックスカルン（calcic skarn）- 石灰石が関与したCaに富むスカルン

- マグネシアンスカルン（magnesian skarn）- 苦灰石が関与したMgに富むスカルン

## スカルン鉱物
主なスカルン鉱物(skarn mineral)。
- 柘榴石
  - 灰鉄柘榴石 - Ca3Fe3+2(SiO4)3
  - 灰礬柘榴石 - Ca3Al2(SiO4)3
- ベスブ石 - Ca19(Fe,Mn)(Al,Mg,Fe)8Al4(F,OH)2(OH,F,O)8(SiO4)10(Si2O7)4
- 緑簾石 - Ca2Fe3+Al2(Si2O7)(SiO4)O(OH)
- 輝石
  - 透輝石 - CaMgSi2O6
  - 灰鉄輝石 - CaFeSi2O6
- 珪灰石 - Ca3Si3O9

## 高温型スカルン
花崗岩よりも固結温度の高い玄武岩質マグマなどの貫入で生成されたスカルンを高温型スカルンとよぶ。世界的にも産地がほとんどないため、珍しい鉱物が産出する。日本では、岡山県高梁市布賀地域や岩手県赤金鉱山の坑内で見つかった例などが有名。
- ゲーレン石 - Ca2Al(AlSi)O7
- スパー石 - Ca5(SiO4)2(CO3)